# Céphale de Syracuse
Pour les articles homonymes, voir Céphale.
Céphale était un marchand grec, originaire de Syracuse, en Grande-Grèce et le père du célèbre orateur Lysias et de Polémarchos, exécuté sur ordre d'Eratosthène, un des Trente, accusé à ce titre par Lysias dans le Contre Eratosthène. Il fut appelé à Athènes par Périclès en sa qualité de marchand d'armes et apparaît dans le célèbre dialogue de Platon La République.

## Données biographiques
Mandé ou persuadé par Périclès de venir à Athènes aux environs de 475 av. J.-C., il y vit en tant que métèque et mène une carrière de négociant dans le respect des règles de la cité. Ainsi, si l'on en croit les propos de son fils Lysias, il peut se prévaloir publiquement qu'aucun membre de sa famille n'avait intenté de procès, ni n'avait été accusé par un Athénien pendant tout le séjour de sa famille à Athènes. Il reste une trentaine d'années à Athènes avant d'y mourir, probablement avant le départ de Lysias comme un des fondateurs de la cité grecque de Thourioi dans le Golfe de Tarente, aux environs de 443-442 av. J.-C.
D'après Platon dans le Phèdre, son fils Polémarque deviendra philosophe. Il sera mis à mort sur ordre d'Eratosthène, l'un des Trente Tyrans. Après le retour des démocrates à Athènes, le deuxième fils de Céphale, Lysias, deviendra logographe et demandera réparation pour l'exécution de son frère en accusant l'oligarque dans son plus célèbre discours, le Contre Ératosthène. Lysias sera ajouté par le Pseudo-Plutarque à sa liste des dix orateurs attiques, aux côtés d'Isocrate, Démosthène ou encore Eschine.

Céphale apparaît comme la figure d'un vieil homme ayant mené une vie juste dans La République de Platon. Dans ce dialogue, Céphale reçoit Socrate dans sa maison du quartier du Pirée, alors quartier de tolérance pour les métèques d'où était partie la révolte contre la Tyrannie des Trente.
Céphale de Syracuse a trois fils et une fille :
- Euthydème, qui apparait au livre I de La République de Platon
- Le rhéteur Lysias
- Polémarque, philosophe[3] ; il finira mis à mort par le régime des Trente.
- Une fille, épouse de Brachyllos, dont Lysias épousera la fille[4],[5].

## Liens à l'école socratique
Le frère de Platon, Glaucon, lui aussi engagé dans le mouvement de défense de l'école socratique, a consacré un ouvrage à Céphale.